# Crossfit
Crossfit är ett träningsprogram som lärs ut av företaget Crossfit Inc., ett träningsföretag och en gymkedja med säte i USA.  

## Historia
Crossfit Inc. grundades år 2000 av den före detta gymnasten Greg Glassman. Den 4 november 2009 fanns det 37 anknutna gym i Europa. Den 23 november 2012 hade Sverige 43. Fem år senare fanns över 13 000 Crossfit-gym världen över, varav 134 i Sverige, från Trelleborg i söder till Kiruna i norr. År 2020 hade företaget nära 20 000 samarbetsanläggningar runt om i världen.

## Träningsprogram
Crossfit lär ut en kombination av styrke- och konditionsträning som bygger på funktionella övningar och som utförs under hög intensitet och med konstant variation. Metoden är ett slags hybrid av tyngdlyftning, styrkelyft, gymnastik, löpning och intervallträning, och syftar till att skapa en så komplett och allsidig utövare som möjligt. I motsats till exempelvis bodybuilding inriktar sig Crossfit på resultat i form av förbättrade fysiska prestationer och inte på att "skulptera" kroppen.
Exempel på övningar som utförs i Crossfit är frivändningar, militärpress, bänkpress, marklyft, armhävningar, handstående armhävningar, räckhävningar ("pullups" eller "chins"), dopp ("dips"), uppmusklingar ("muscle-ups" - att dra sig upp till raka armar i romerska ringar), knäböj, löpning, hopprep, rodd och lådhopp ("box-jump" - jämfotahopp upp på en låda) och burpees.[källa behövs]

## CrossFit-SM
CrossFit-SM har anordnats sedan 2009, på initiativ av Erik Eliasson & Rickard Walén på CrossFit Nordic. 2009 ingick endast individuell tävlan och 27 personer deltog. 2010 hölls SM i Solnahallen och 125 atleter i klasserna individuell, lag och master deltog. SM 2011 gick av stapeln 15-16 oktober i Sätrahallen.

### Vinnare SM 2010
Män individuellt
1. Adam "Nybbe" Nyberg
2. Marcus "Pancake" Herou
3. Thomas "väggen" Danebäck

Kvinnor individuellt
1. Caroline Fryklund
2. Kristin Andersson
3. Ellinor Rehnström

Teams
1. CrossFit Uppsala
2. CrossFit Malmö lag 3
3. Polisen CrossFit

## Crossfit Games
Crossfit Games är ett årligt evenemang som arrangeras av Crossfit Inc. sedan 2007. Företaget marknadsför tävlingen som det ultimata fitness-testet och menar att den som vunnit tävlingen kan titulear sig världens mest vältränade person ("The Fittest On Earth"). 2007-2009 gick tävlingen av stapeln på en ranch i Aromas, Kalifornien. 2010 flyttade tävlingarna till Carson, Kalifornien (Los Angeles), där de hölls till 2016. Från och med 2017 hålls tävlingarna i Madison, Wisconsin.

### The Open
Varje år (sedan 2011) i februari-mars genomförs en världsomspännande tävling som kallas The Crossfit Games Open. Den består av fem pass, sk. workouts, som släpps med en veckas mellanrum och sedan ska genomföras under ett tidsfönster på fyra dagar. Resultaten registreras på Crossfits hemsida där man även kan se alla tävlandes resultat. Slutresultatet baseras på de totala placeringspoängen efter alla fem pass. Passen annonseras inte i förväg och varierar från år till år, eftersom tanken är att man ska vara förberedd för vad som helst.

### Regionals
Crossfit-världen delas in i ett antal regioner (se nedan). De 10, 20 eller 30 bästa (beroende på antal utövare i regionen) damerna och herrarna i Open bjuds in att tävla i regionmästerskap, så kallade Regionals. I en Regional slås 2-3 regioner samman och där tävlar man om 5 platser (vardera för damer och herrar) till Crossfit Games.

#### Regioner[3]
- Canada East
- Canada West
- North West (USA)
- Northern California / NorCal (USA)
- Southern California / SoCal (USA)
- South West (USA)
- South Central (USA)
- North Central (USA)
- Central East (USA)
- South East (USA)
- Mid Atlantic (USA)
- North East (USA)
- Latin America
- Europe
- Africa
- Asia
- Australia

### Klasser
Crossfit Games avgörs (2017) i följande klasser: 
- Teens 14–15 år (flickor & pojkar) - infördes 2015
- Teens 16–17 år (flickor & pojkar) - infördes 2015
- Damer & herrar (18-34 år)
- Masters 35-39 år (damer & herrar) - infördes 2017
- Masters 40-44 år (damer & herrar)
- Masters 45-49 år (damer & herrar)
- Masters 50-54 år (damer & herrar)
- Masters 55-59 år (damer & herrar)
- Masters 60+ år (damer & herrar)
- Teams (mixade lag bestående av 3 damer och 3 herrar)

I dam-, herr- och lagklasserna är antalet tävlande 40 personer/lag. I övriga klasser tävlar 20 personer.

## Vinnare av Crossfit Games
| År   | Klass | 1                                  | 2                             | 3                                       |
| ---- | ----- | ---------------------------------- | ----------------------------- | --------------------------------------- |
| 2007 | Dam   | Jolie Gentry (USA)                 | Mary Rigney (USA)             | Nicole Dehart (USA)                     |
| 2007 | Herr  | James Fitzgerald (USA)             | Brett Marshall (USA)          | Josh Everett (USA)                      |
| 2008 | Dam   | Caity Matter (USA)                 | Tanya Wagner (USA)            | Gillian Mounsey                         |
| 2008 | Herr  | Jason Khalipa (USA)                | Josh Everett (USA)            | Jeremy Thiel (USA)                      |
| 2008 | Lag   | Crossfit Oakland (USA)             | Crossfit Park City (USA)      | Crossfit Vancouver (USA)                |
| 2009 | Dam   | Tanya Wagner (USA)                 | Charity Vale (USA)            | Carey Kepler (USA)                      |
| 2009 | Herr  | Miko Salo (Finland)                | Tommy Hackenbruck (USA)       | Moe Kelsey (USA)                        |
| 2009 | Lag   | Northwest Crossfit (USA)           | Crossfit Central (USA)        | Crossfit NorCal (USA)                   |
| 2010 | Dam   | Kristan Clever (USA)               | Annie Thorisdottir (Island)   | Valerie MacKenzie Voboril (USA)         |
| 2010 | Herr  | Graham Holmberg (USA)              | Rich Froning Jr (USA)         | Chris Spealler (USA)                    |
| 2010 | Lag   | Crossfit Fort Vancouver (USA)      | Crossfit New England (USA)    | Crossfit Omaha (USA)                    |
| 2011 | Dam   | Annie Thorisdottir (Island)        | Kristan Clever (USA)          | Rebecca Voigt (USA)                     |
| 2011 | Herr  | Rich Froning Jr (USA)              | Josh Bridges (USA)            | Ben Smith (USA)                         |
| 2011 | Lag   | Crossfit New England (USA)         | Crossfit Fort Vancouver (USA) | Rocklin Crossfit (USA)                  |
| 2012 | Dam   | Annie Thorisdottir (Island)        | Julie Foucher (USA)           | Talayna Fortunado (USA)                 |
| 2012 | Herr  | Rich Froning Jr (USA)              | Matt Chan (USA)               | Kyle Kasperbauer (USA)                  |
| 2012 | Lag   | Hack's Pack UTE (USA)              | SPC Crossfit (USA)            | Diablo Crossfit Anejo (USA)             |
| 2013 | Dam   | Samantha Briggs (Storbritannien)   | Lindsey Valenzuela (USA)      | Valerie Voboril (USA)                   |
| 2013 | Herr  | Rich Froning Jr (USA)              | Jason Khalipa (USA)           | Ben Smith (USA)                         |
| 2013 | Lag   | Hack's Pack UTE (USA)              | Crossfit New England (USA)    | Crossfit Adrenaline (USA)               |
| 2014 | Dam   | Camille Leblanc-Bazinet (Canada)   | Annie Thorisdottir (Island)   | Julie Foucher (USA)                     |
| 2014 | Herr  | Rich Froning Jr (USA)              | Mathew Fraser (USA)           | Jason Khalipa (USA)                     |
| 2014 | Lag   | Crossfit Invictus (USA)            | Crossfit Conjugate (USA)      | Crossfit Marysville (USA)               |
| 2015 | Dam   | Katrin Tanja Davidsdottir (Island) | Tia-Clair Toomey (Australien) | Ragnheidur Sara Sigmundsdottir (Island) |
| 2015 | Herr  | Ben Smith (USA)                    | Mathew Fraser (USA)           | Björgvin Karl Gudmundsson (Island)      |
| 2015 | Lag   | Crossfit Mayhem Freedom (USA)      | Crossfit Milford (USA)        | Ute Crossfit (USA)                      |
| 2016 | Dam   | Katrin Tanja Davidsdottir (Island) | Tia-Clair Toomey (Australien) | Ragnheidur Sara Sigmundsdottir (Island) |
| 2016 | Herr  | Mathew Fraser (USA)                | Ben Smith (USA)               | Patrick Vellner (Canada)                |
| 2016 | Lag   | Crossfit Mayhem (USA)              | 12 Labours Crossfit (USA)     | Crossfit YAS (UAE)                      |
| 2017 | Dam   | Tia-Clair Toomey                   |                               |                                         |
| 2017 | Herr  | Mat Fraser                         |                               |                                         |
| 2017 | Lag   | Wasatch CrossFit                   |                               |                                         |

Resultat från 2012 och framåt från Crossfit Games hemsida.